# 梅宏
梅宏（1963年5月—），男，原籍重庆，生于贵州余庆，中国计算机软件专家，北京大学教授，现任高可信软件技术教育部重点实验室（北京大学）主任。曾任上海交通大学副校长、北京理工大学副校长和常务副校长、军事科学院副院长，现任中国计算机学会理事长（2020-2024）。

## 生平
1984和1987年分别于南京航空学院获学士和硕士学位，1992年于上海交通大学获博士学位，1994年从北京大学博士后出站。1999年3月至2000年4月在美国贝尔实验室任访问科学家。
2005年被聘为教育部长江学者奖励计划特聘教授，2011年当选为中国科学院院士，2013年当选为发展中国家科学院院士，2014年当选IEEE Fellow，2018年当选欧洲科学院（Academia Europaea）外籍院士，2022年当选ACM Fellow。